# Rezső Feleki
Rezső Feleki (* 26. Dezember 1900 in Budapest; † 19. November 1981 ebenda) war ein ungarischer Opernsänger, Kantor und Gesangslehrer der Stimmlage Bariton.

## Leben und Karriere
1923 machte er seinen Abschluss an der Musikhochschule in Budapest und war danach an Opernhäusern in Bratislava, Beuthen und Gleiwitz als lyrischer Bariton engagiert. 1927 wurde er Hilfskantor der Synagoge in der Dohány-Straße. Seit 1928 gehörte er dem Gesangsquartett seines Landsmanns Pál Ábel an, das dieser in Berlin gegründet hatte. 1929 heiratete er in Berlin die wie er aus Budapest stammende Margit Fischer. Im selben Jahr verließ Pál Ábel sein Quartett, das in der Folge bis 1932 von István Kardos geleitet wurde.
Nach der Machtergreifung der Nationalsozialisten gingen die Mitglieder des Abel-Quartetts, die alle jüdischer Abstammung waren, zurück nach Budapest. Feleki war gelegentlich als Sänger im Rundfunk zu hören. Seine Frau Margit wurde während der deutschen Besetzung Ungarns deportiert und ermordet. Nach dem Zweiten Weltkrieg bildete er als Gesangslehrer an der Béla-Bartók-Musikhochschule in Budapest junge Sänger aus; einer seiner berühmtesten Schüler war Péter Kelen, Mitglied der ungarischen Staatsoper. Für kurze Zeit war er Solist des Männerchors des Künstlerensembles der ungarischen Volksarmee. Sándor Scheiber, Direktor des Rabbinerseminars in Budapest, bat ihn, Kantor der Synagoge des Seminars zu werden. Er bekleidete dieses Amt bis zu seinem Tod im Jahr 1981.
In zweiter Ehe war er mit der Malerin Anni Gáspár Feleki verheiratet.

## Tondokumente
- Uv'shophar gadol
- El male rahamim
- Voal yode avadekha
- Mi shebarakh

## Veröffentlichungen
- Hebrew Melodies For Sabbath And High Holidays. Hungaroton – SLPX 18018